# 가루깍지벌레
가루깍지벌레(영어: Mealybug)는 가루깍지벌레과(영어: Pseudococcidae)에 속한, 따똣하고 습한 환경에 서식하는 껍데가 없는 곤충이다. 대부분의 종들이 온실의 식물, 가정의 식물, 아열대 지방의 나무를 빨아먹고 살기 때문에 해충으로 간주되며 몇 가지 식물 질병의 벡터로 작용한다.

## 분포
가루깍지벌레는 세계의 거의 모든 곳에 서식한다. 대부분은 자연적으로 따뜻한 지역에서만 서식하고, 시원한 지역에서는 온실과 건물 등으로 침투하였다. 남북극에는 건물 외에는 존재하지 않는 것으로 보인다.

## 묘사

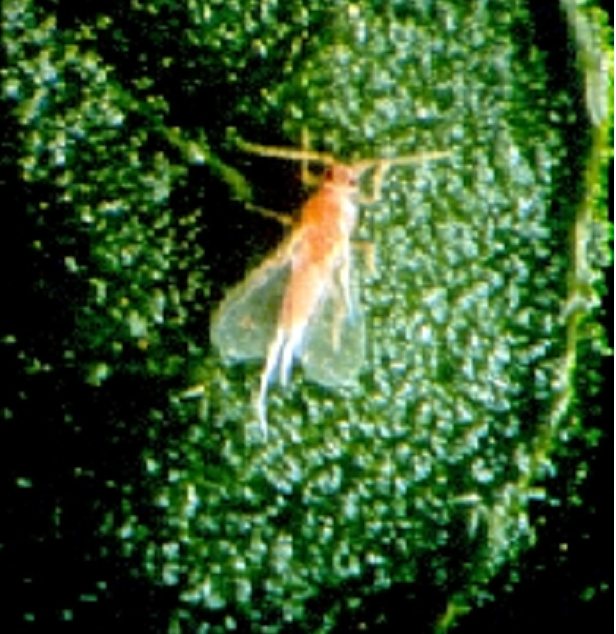
히비스커스가루깍지벌레의 수컷

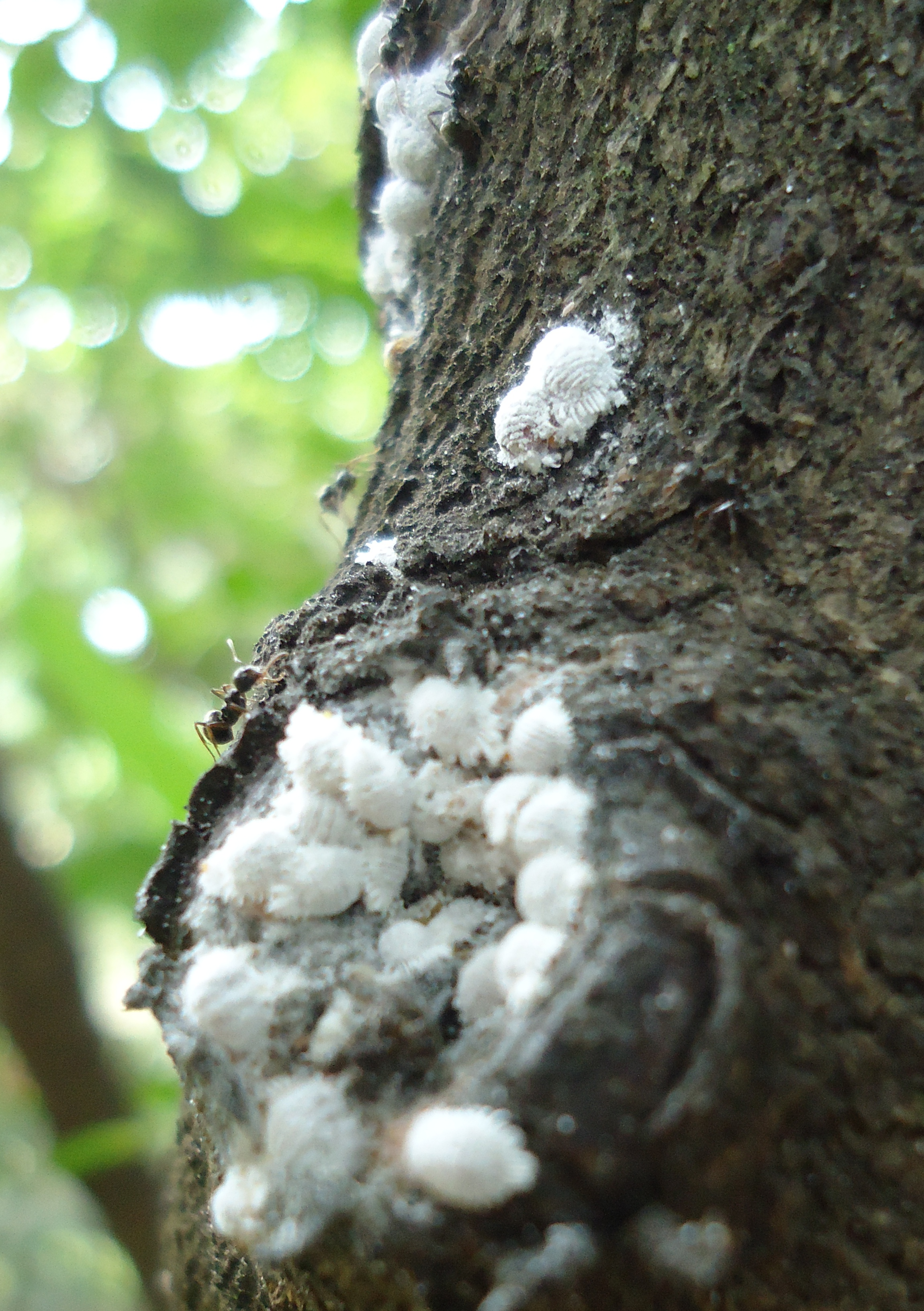
가루깍지벌레를 가축화하는 경향이 있는 Formica fusca 개미

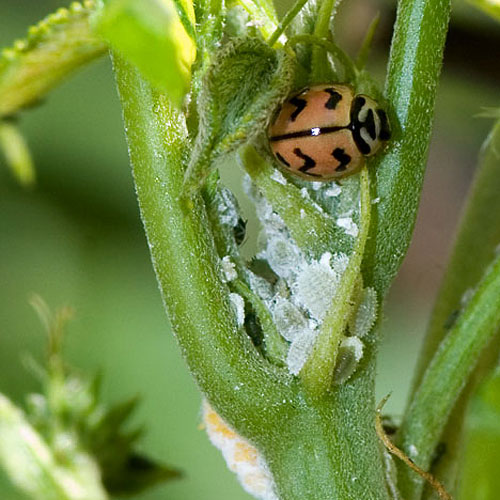
가루깍지벌레를 섭취하는 무당벌레

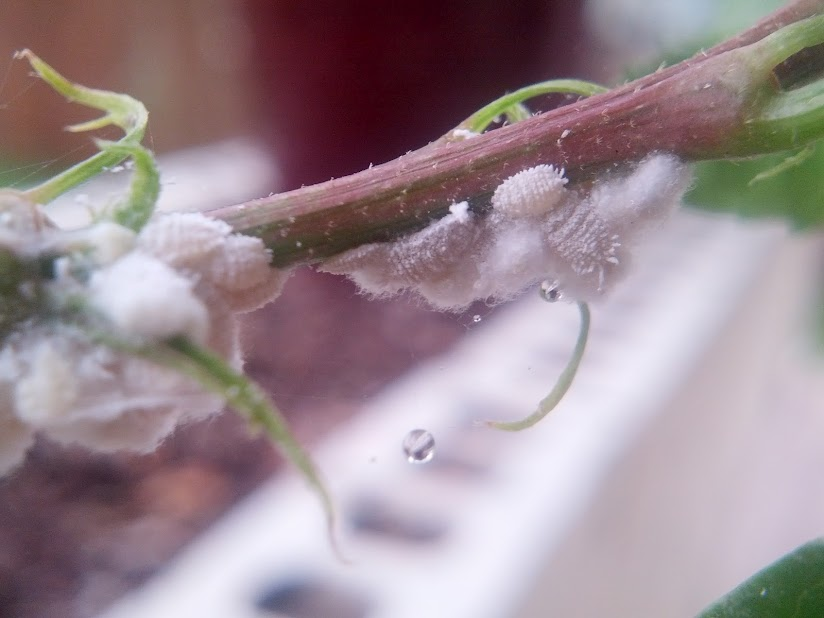
히비스커스 위의 가루깍지벌레

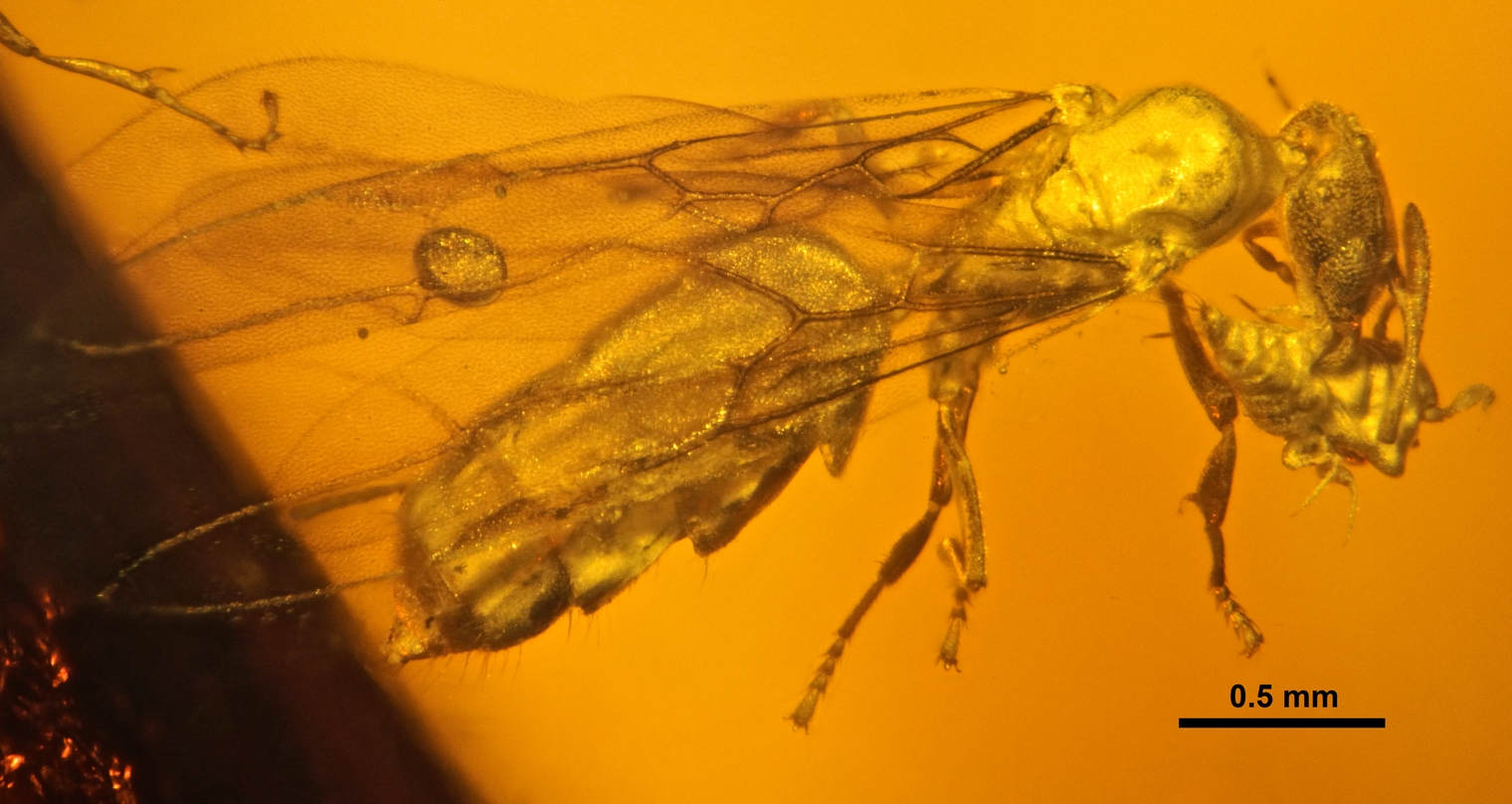
Electromyrmococcus abductus 가루깍지벌레를 옮기는 Acropyga glaesaria 개미

가루깍지벌레는 성적 이형성을 가진다. 암컷들은 유충의 형태를 띠고, 도드라진 형태가 없으며, 날개가 없지만 대부분의 암컷 깍지벌레와는 달리 대개 다리가 있어서 이동할 수 있다. 수컷은 더 작고 날개가 있으며 각다귀처럼 생겼다. 딱정벌레가 다른처럼 불완전변태를 하기 때문에, 단어의 의미 그대로의 완전한 변태를 하지 않는다. 하짐나 수컷 가루깍지벌레과는 생애 주기 동안 날개 없는 타원형의 유충에서 말벌과 비슷하게 생긴 날아다니는 성충으로의 극적인 변화를 보여준다.
가루깍지벌레의 암컷은 일반적으로 뿌리나 다른 틈새에서, 드물게는 저장된 과일의 밑에서 식물의 수액을 먹고 산다. 이들은 몸뚱아리를 식물에 붙인 다음, 식물의 수액을 빨 때 몸을 보호하기 위해 옥수수 가루와 비슷한 희고 끈적끈적한 가루 왁스 층을 분비하는데, 그리하여 가루깍지벌레(mealy bug)라는 이름이 붙었다. 아시아에서는 망고가루깍지벌레가 경작 망고의 주요 위협으로 분류된다. 반면에 수컷은 성충이 되면 음식을 먹지 않으며 암컷을 임신시키기 위해서만 살아가기 때문에 단명한다. 수컷 귤가루깍지벌레는 암컷에게 날아가며 솜털로 뒤덮인 각다귀처럼 보인다.
어떤 종의 가루깍지벌레는 50-100개 정도의 알을 성충과 동일한 왁스 보호막을 입혀서 낳는다. 다른 종들은 태생한다.
귤류를 먹고 사는 가루깍지벌레들이 제일 무시무시한 해충들이다; 다른 종들은 사탕수수, 포도, 파인애플(Jahn et al. 2003), 커피나무, 카사바, 양치식물, 선인장, 치자나무, 파파야, 멀베리, 해바라기, 난초 등에 손상을 준다. 가루깍지벌레는 포식자와 기생충으로부터 그들을 보호하는 개미가 없다면 작물에 심각한 위협이 되지 못한다. 가루깍지벌레는 사라세니아(병자초)와 같은 어떤 식충식물도 감염시킨다; 이러한 경우는 다이아지논과 같은 살충제를 반복적으로 사용하지 않는 이상 이들을 근절하기는 어렵다. 작은 규모의 감염은 심각한 손상을 입히지 않을 수 있다. 하지만 숫자가 많을 경우 이파리가 떨어질 수 있다. 어떤 가루깍지벌레는 최근 몇 년 간 지역침입해충이 되어 농업생태계에 큰 문제를 야기했다. 인도에서는 식물 Withania somnifera이 가루깍정벌레 침입종 Phenacoccus solenopsis의 새로운 숙주가 되었다고 보고되어왔다.
부르디갈리아절의 도미니카 호박에서 Acropyga 속의 개미의 화석 표본들이 발굴되었으며, 몇몇 개체들이 멸종한 가루깍지벌레 속 Electromyrmococcus을 들어올린 채로 보존되었다. 이 화석들은 가루깍지벌레와 Acropyga 속의 개미 간의 공생의 제일 오래된 증거를 나타낸다.

## 통제
- 감염된 식물이 추위를 견딜 수 있다면, 겨울에 식물을 창턱에 두어라. 가루깍지벌레는 창문에서 제일 먼 이파리로 몰릴 것이고, 이렇게 되면 옷으로 쉽게 떨어뜨릴 수 있다.
- 무당벌레의 유충, 성충은 가루깍지벌레를 포식하여 들끓는 해충을 억제할 수 있다.
- 균류 Lecanicillium lecanii을 사용하여 가루깍지벌레의 개체수를 조절할 수 있다.
- 살충비누는 가루깍지벌레에 효과적이다. 통상적으로 이용가능하며 온라인에서 구매할 수 있다.
- 50% v/v 이소프로필알코올과 1% w/v 도데실 황산 나트륨 (대부분의 가정용 세제에 사용됨) 을 함유하는 수용액이 가루깍지벌레에 효과적이다. 이소프로필알코올이 겉의 왁스 코팅을 용해시키면 도데실 황산 나트륨은 그 안의 몸뚱아리에 손상을 입힌다.
- 규조토를 식물의 줄기에 바를 수 있다. 규조토는 개미의 관절에 박혀 감염과 사망을 야기하는 작은 이산화규소 조각을 함유한다. 규조토는 특히 근방의 개미와 공생하는 해충들에게 효과적이다.
- 다이아지논이 사용될 수 있지만, 대개 여러 번 사용해야 한다.

## 하위 분류
가루깍지벌레과는 다음과 같은 속으로 세분화된다.
- Acaciacoccus
- Acinicoccus
- Acrochordonus
- Adelosoma
- Agastococcus
- Albertinia
- Allomyrmococcus
- Allotrionymus
- Amonostherium
- Anaparaputo
- Anisococcus
- Annulococcus
- Anthelococcus
- Antonina
- Antoninella
- Antoninoides
- Apodastococcus
- Artemicoccus
- Asaphococcus
- Asphodelococcus
- Asteliacoccus
- Atriplicicoccus
- Atrococcus
- Australicoccus
- Australiputo
- Balanococcus
- Bessenayla
- Bimillenia
- Birendracoccus
- Boninococcus
- Boreococcus
- Bouhelia
- Brasiliputo
- Brevennia
- Brevicoccus
- Callitricoccus
- Calyptococcus
- Cannococcus
- Capitisetella
- Cataenococcus
- Chaetococcus
- Chaetotrionymus
- Chileputo
- Chlorococcus
- Chnaurococcus
- Chorizococcus
- Chryseococcus
- Cintococcus
- Circaputo
- Cirnecoccus
- Clavicoccus
- Coccidohystrix
- Coccura
- Coleococcus
- Colombiacoccus
- Conicosoma
- Conulicoccus
- Coorongia
- Cormiococcus
- Criniticoccus
- Crisicoccus
- Crocydococcus
- Cryptoripersia
- Cucullococcus
- Cyperia
- Cypericoccus
- Cyphonococcus
- Dawa
- Delococcus
- Delottococcus
- Densispina
- Discococcus
- Distichlicoccus
- Diversicrus
- Drymococcus
- Dysmicoccus
- Eastia
- Ehrhornia
- Electromyrmococcus
- Epicoccus
- Erimococcus
- Eriocorys
- Erioides
- Erium
- Eucalyptococcus
- Eumirococcus
- Eumyrmococcus
- Eupeliococcus
- Euripersia
- Eurycoccus
- Exilipedronia
- Farinococcus
- Ferrisia
- Ferrisicoccus
- Fijicoccus
- Fonscolombia
- Formicococcus
- Gallulacoccus
- Geococcus
- Glycycnyza
- Gomezmenoricoccus
- Gouxia
- Greenoripersia
- Grewiacoccus
- Hadrococcus
- Heliococcus
- Heterococcopsis
- Heterococcus
- Heteroheliococcus
- Hippeococcus
- Hopefoldia
- Humococcus
- Hypogeococcus
- Iberococcus
- Idiococcus
- Indococcus
- Inopicoccus
- Ityococcus
- Kenmorea
- Kermicus
- Kiritshenkella
- Lachnodiella
- Lachnodiopsis
- Lacombia
- Laingiococcus
- Laminicoccus
- Lankacoccus
- Lantanacoccus
- Lenania
- Leptococcus
- Leptorhizoecus
- Liucoccus
- Lomatococcus
- Londiania
- Longicoccus
- Maconellicoccus
- Macrocepicoccus
- Maculicoccus
- Madacanthococcus
- Madagasia
- Madangiacoccus
- Madeurycoccus
- Malaicoccus
- Malekoccus
- Mammicoccus
- Marendellea
- Mascarenococcus
- Maskellococcus
- Mauricoccus
- Melanococcus
- Metadenopsis
- Metadenopus
- Miconicoccus
- Mirococcopsis
- Mirococcus
- Miscanthicoccus
- Misericoccus
- Mizococcus
- Mollicoccus
- Mombasinia
- Moystonia
- Mutabilicoccus
- Nairobia
- Natalensia
- Neochavesia
- Neoclavicoccus
- Neoripersia
- Neosimmondsia
- Neotrionymus
- Nesococcus
- Nesopedronia
- Nesticoccus
- Nipaecoccus
- Novonilacoccus
- Octococcus
- Odacoccus
- Ohiacoccus
- Oracella
- Orococcus
- Orstomicoccus
- Oxyacanthus
- Palaucoccus
- Palmicultor
- Paludicoccus
- Pandanicola
- Papuacoccus
- Paracoccus
- Paradiscococcus
- Paradoxococcus
- Paraferrisia
- Paramococcus
- Paramonostherium
- Paramyrmococcus
- Parapaludicoccus
- Parapedronia
- Paraputo
- Pararhodania
- Paratrionymus
- Parkermicus
- Paulianodes
- Pedrococcus
- Pedronia
- Peliococcopsis
- Peliococcus
- Pellizzaricoccus
- Penthococcus
- Peridiococcus
- Phenacoccus
- Phyllococcus
- Pilococcus
- Planococcoides
- Planococcus
- Pleistocerarius
- Plotococcus
- Poecilococcus
- Polystomophora
- Porisaccus
- Porococcus
- Prorhizoecus
- Prorsococcus
- Pseudantonina
- Pseudococcus
- Pseudorhizoecus
- Pseudorhodania
- Pseudoripersia
- Pseudotrionymus
- Puto
- Pygmaeococcus
- Quadrigallicoccus
- Rastrococcus
- Renicaula
- Rhizoecus
- Rhodania
- Ripersia
- Ritsemia
- Rosebankia
- Saccharicoccus
- Sarococcus
- Scaptococcus
- Seabrina
- Serrolecanium
- Seyneria
- Spartinacoccus
- Sphaerococcus
- Spilococcus
- Spinococcus
- Stachycoccus
- Stemmatomerinx
- Stipacoccus
- Strandanna
- Stricklandina
- Strombococcus
- Synacanthococcus
- Syrmococcus
- Tangicoccus
- Tasmanicoccus
- Telocorys
- Tibetococcus
- Tomentocera
- Trabutina
- Tridiscus
- Trimerococcus
- Trionymus
- Trochiscococcus
- Turbinococcus
- Tylococcus
- Tympanococcus
- Ventrispina
- Villosicoccus
- Volvicoccus
- Vryburgia
- Xenococcus
- Yudnapinna

## 참고 문서
- 대표종
  - 분홍가루깍지벌레
  - 파파야가루깍지벌레
  - 오아후가루깍지벌레
  - 귤가루깍지벌레
  - 모호가루깍지벌레
  - 망고가루깍지벌레

## 참고 문헌
- Jahn, G. C. and J.W. Beardsley 1994.  Big-headed ants, Pheidole megacephala: Interference with the biological control of gray pineapple mealybugs.  In D.F. Williams [ed.] "Exotic Ants: Biology, Impact and Control of Introduced Species."  Westview Press, Oxford, 199–205.
- Jahn, G. C. and J.W. Beardsley 1998. Presence / absence sampling of mealybugs, ants, and major predators in pineapple.  J. Plant Protection in the Tropics 11(1):73–79.
- Jahn, Gary C., J. W. Beardsley and H. González-Hernández 2003. A review of the association of ants with mealybug wilt disease of pineapple. Proceedings of the Hawaiian Entomological Society. 36:9–28.